# جيجانوتوصور

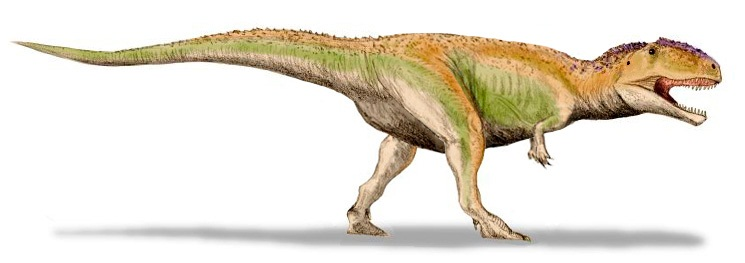
اعادة انشاء

الجيجانوتوصورس (Giganotosaurus، يعني«سحلية عملاقة جنوبية») هو جنس من ديناصورات الكارنوصوريات عاش في الأرجنتين خلال مرحلة السينوماني في عصر الطباشيري المتأخر منذ حوالي 99.6 إلى 97 مليون سنة مضت وهو يتضمن بعض من أكبر آكلات اللحوم المعروفة على اليابسة، بعض الأفراد المعروفة تساوي أو أكبر قليلًا من حجم أكبر الأجناس التيرانوصور والكاركارودونتوسوريس إلا أنها ليست أكبر من السبينوصور.

## وصلات خارجية
- "What were the longest/heaviest predatory dinosaurs?" Mike Taylor. The Dinosaur FAQ. August 27, 2002.